# Btrieve
En computación, Btrieve es una base de datos transaccional  basada en el método de acceso secuencial indexado, que es una manera de almacenar los datos para la recuperación rápida. Ha habido varias versiones para DOS, Linux, también para Microsoft Windows, Windows 98, Windows NT, Windows 2000, Windows XP, Windows Server 2003 y para Novell NetWare.
Originalmente era un encargado de registro que fue publicado por SoftCraft aproximadamente el mismo tiempo que el lanzamiento de las primeras PC de IBM. Después de ganar la cuota de mercado y el renombre, fue comprado por Novell para la integración del sistema operativo de Netware. El producto no pudo ganar la cuota de mercado significativa y, después de una cierta reorganización dentro de Novell, el producto fue hecho para ser desarrollado por una nueva compañía conocida como Btrieve Technologies, Inc. (BTI).
Btrieve fue modularizado comenzando con la versión 6.15 y se convirtió en uno de dos que la base de datos centralizo en una interfaz de software llamada Micro-Kernel Database Engine. El otro producto fue Scalable SQL, una base de datos relacional que utilizó el lenguaje de consulta estructurado. Después de que varias nuevas versiones fueran lanzadas a la compañía fueran retituladas a Pervasive Software y ahora los venden en Pervasive PSQL.

## Historia
Btrieve ha sido poseedor y desarrollo de tres diversas compañías: SoftCraft, Novell y Btrieve Technologies, Inc.
- Datos: Q2557643